# Bacar Baldé
Bacar Baldé (Bissau, 15 gennaio 1992) è un ex calciatore guineense, di ruolo difensore.

## Caratteristiche tecniche
È un jolly della fascia mancina, può ricoprire qualsiasi ruolo anche se predilige giocare in difesa.

## Carriera

### Club
Debutta in Portogallo con il Porto B.

### Nazionale
Nel 2010 esordisce con la nazionale guineense.

## Palmarès

### Club

#### Competizioni nazionali
- Supercoppa di Georgia: 1

Samt'redia: 2017